# Michele Cantú
Michele Cantú (Monterrey, Nuevo León; 24 de junio de 1988) es una patinadora artística sobre hielo mexicana. Es ganadora del Campeonato mexicano de 2006 y compitió en el Campeonato de los Cuatro Continentes del mismo año. Compitió en el Skate America de 2006. Es hermana de la patinadora Ana Cecilia Cantú.

## Carrera
Quedó en el noveno lugar en la Copa de México de 2006. En sus competiciones internacionales, obtuvo el lugar 10 en el Skate America de 2006 con un total de 108,04 puntos. Participó además en el Campeonato de los Cuatro Continentes, donde quedó en el lugar 15 y el lugar 26 en el Campeonato del Mundo.

### Programas
|           | Programa corto                   | Programa libre                     | Exhibición |
| --------- | -------------------------------- | ---------------------------------- | ---------- |
| 2008-2009 | Lo Que Vendrá de Astor Piazzolla | Cinema Paradiso de Ennio Morricone |            |
| 2005-2006 | Satin Doll de Duke Ellington     | My Fair Lady de Frederick Loewe    |            |
| 2004-2005 | Space Capades medley             | Huapango de José Pablo Moncayo     |            |
| 2003-2004 | 42nd Street de Harry Warren      | Don Quixote de Ludwig Minkus       |            |

### Resultados detallados
| Internacional                              | Internacional | Internacional | Internacional | Internacional | Internacional | Internacional | Internacional |
| Evento                                     | 02–03         | 03–04         | 04–05         | 05–06         | 06–07         | 07–08         | 08–09         |
| ------------------------------------------ | ------------- | ------------- | ------------- | ------------- | ------------- | ------------- | ------------- |
| Campeonato Mundial de patinaje artístico   |               | 26º           | 18º           | 27º           |               |               |               |
| Campeonato de los Cuatro Continentes       |               | 15º           | 16º           | 16º           | 22º           |               | 21º           |
| GP Skate America                           |               |               |               |               | 10º           |               |               |
| Trofeo de Finlandia                        |               |               |               |               |               | 16º           |               |
| Trofeo Schäfer Memorial                    |               |               | 10º           | 20º           | WD            |               |               |
| Internacional nivel júnior                 |               |               |               |               |               |               |               |
| JGP Grand Prix Júnior de Estonia           |               |               |               | 25º           |               |               |               |
| JGP Grand Prix Júnior de Croacia           |               | 17º           |               |               |               |               |               |
| JGP Grand Prix Júnior de México            |               | 9º            |               |               |               |               |               |
| Trofeo Triglav                             | 9º N          |               |               |               |               |               |               |
| Nacionales                                 |               |               |               |               |               |               |               |
| Campeonato mexicano de patinaje artístico  | 1º J          | 1º            | 2º            | 1º            | 2º            | 2º            | 2º            |
| Nivel: N = novato; J = Júnior WD= abandonó |               |               |               |               |               |               |               |